# Costică Dafinoiu

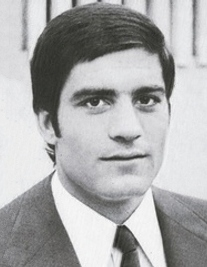

Costică Dafinoiu, född 6 februari 1954 i Viziru i Brăila, Rumänien, död 8 juni 2022, var en rumänsk boxare som tog OS-brons i lätt tungviktsboxning 1976 i Montréal. Han förlorade semifinalen mot Sixto Soria från Kuba efter att domaren avbrutit matchen, och fick därmed bronsmedaljen.